# Piscinão de Ramos
Parque Ambiental da Praia de Ramos Carlos Roberto de Oliveira Dicró,  popularmente conhecido como Piscinão de Ramos, Parque das Vizinhanças da Maré ou simplesmente Piscinão da Maré é uma área de lazer que consiste em uma praia artificial de areias de tombo em torno de uma piscina pública de água salgada, instalada no bairro da Maré, na zona norte do Rio de Janeiro.
Foi planejado, construído e inaugurado no governo Anthony Garotinho ao longo de 2000 e 2001 sendo inaugurado em dezembro deste último ano. Polêmico, o parque dividiu opiniões da população carioca, sob acusações de ser uma obra de intenções eleitoreiras e populistas, proibições de traficantes ao uso da cor vermelha, contaminação da água por excesso de urina, afogamentos pela falta de educação de seus frequentadores. Apesar disso, o parque tornou-se rapidamente um símbolo do subúrbio carioca e aos poucos um cartão-postal da cidade. Apesar da nomenclatura original de Piscinão de Ramos, todo o Parque localiza-se na Maré, não sendo assim uma área de lazer do bairro de Ramos.

## História

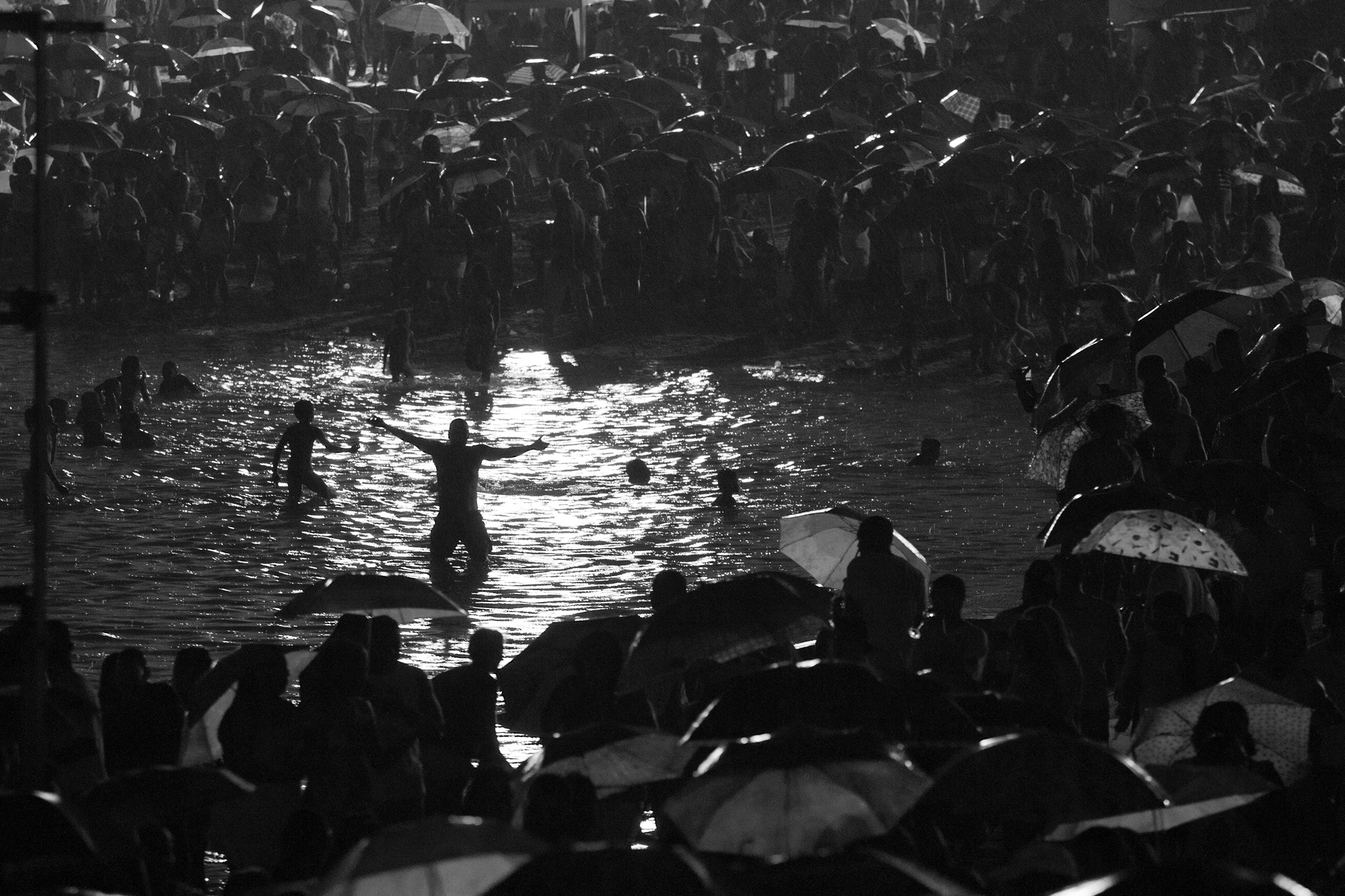
Piscinão de Ramos no Reveillon 2011-2012.

Foi idealizado pelo governo estadual em parceria com a Petrobras. Inaugurado em dezembro de 2001, recebeu o nome de Piscinão de Ramos. Em abril de 2002, sua denominação foi alterada para Parque Ambiental da Praia de Ramos. A piscina foi montada utilizando-se água do mar, para que a população local, maioria crianças, aproveitasse o clima predominante da orla marítima, sem a preocupação com a forte poluição que atinge as praias da baía de Guanabara, bem como zerar o índice de afogamento. O piscinão já chegou a receber 60.000 pessoas em um único fim de semana. Em 2012, o nome oficial foi mudado para Parque Ambiental Carlos Roberto de Oliveira ‘Dicró’, em homenagem ao sambista, falecido naquele ano.

### A piscina
A piscina possui 26.414 metros quadrados, revestidos com uma camada de polietileno e com capacidade para 30 milhões de litros de água.

## Representação na mídia
- A novela O Clone, que foi ao ar pela Rede Globo entre outubro de 2001 e junho de 2002, colocou em evidência e em âmbito nacional, o Piscinão de Ramos.
- A novela Amor e Intrigas da RecordTV, entre 2007 e 2008, colocou em evidência o Piscinão de Ramos.
- O Pânico na TV enviou, em 2008, Christian Pior ao Piscinão de Ramos, para entrevistar pessoas.
- Luiza Zveiter, do programa Estúdio i, da Globo News, passou um dia no piscinão entrevistando banhistas e comendo pratos típicos do local.
- A sujeira e o abandono do Piscinão pelos órgãos públicos são manchetes recorrentes dos jornais cariocas e nacionais.
- A cantora Anitta, em 2021, gravou parte de seu clipe Girl From Rio no piscinão, relembrando seu passado no subúrbio do Rio de Janeiro.